# Adrien (danseur)
Pour les articles homonymes, voir Adrien et Renoux.
Œuvres principales
Mirza et Almanzor (1841)
Les Contrebandiers de la Sierra Morena
La Belle Persane (1858)
Adrien (né Julien-Adrien Renoux à Paris le 27 mai 1816, où il est mort le 19 mai 1870) est un danseur et chorégraphe français.
Il danse à Lyon en 1841, à Paris de 1843 à 1846, à Bruxelles de 1847 à 1849. De retour à Paris, il y reste jusqu'en 1853 au moins, puis danse à Marseille en 1857 et 1858 au moins, à Bordeaux en 1863 et à Madrid l'année suivante. Il part ensuite pour l'Amérique, où on le retrouve à Boston en 1867 et à New York en 1868. 

## Chorégraphies
- (s.d.) : Smarra, ou le Démon des mauvais rêves, divertissement
- 1841 : Mirza et Almanzor, ballet en 2 actes et 6 tableaux (Lyon)
- 1843 : Les Contrebandiers de la Sierra Morena, divertissement en 3 tableaux (Paris, Théâtre des Variétés ; deux gravures)
- 1848 : Une leçon d'amour (Bruxelles, Théâtre royal de la Monnaie)
- 1849 : Les Divinités aériennes (Bruxelles, Théâtre royal de la Monnaie)
- 1851 : Anita ou les Contrebandiers, ballet en 4 tableaux (Paris, Cirque-National)
- 1851 : L'Imagier de Harlem de Joseph Méry et Gérard de Nerval, drame-légende à grand spectacle en 5 actes et 10 tableaux (Paris, Théâtre de la Porte-Saint-Martin ; lire en ligne)
- 1852 : Trois amours d'Anglais, ballet comique en 1 acte (Paris, Théâtre de la Porte-Saint-Martin)
- 1857 : Les Deux Bouquets, ballet en 1 acte et 2 tableaux (Marseille)
- 1858 : La Belle Persane, ballet en 2 actes et 4 tableaux (Marseille ; lire en ligne)
- 1863 : Flore et l'Amour, ballet-divertissement en 1 acte (Bordeaux)
- 1864 : Flora y el amor (Madrid)